# Oxydia aromata
Oxydia aromata là một loài bướm đêm trong họ Geometridae.